# Karl-Henrik Högstedt
Karl-Henrik Mauritz Högstedt, född 14 januari 1872 i Värnamo församling, Jönköpings län, död 6 april 1951 i Stockholm, var en svensk jurist.                                   
Högstedt blev juris kandidat vid Uppsala universitet 1895, fiskal i Göta hovrätt 1906, hovrättsråd 1910, revisionssekreterare 1911, häradshövding i Hedemora domsaga 1912, vattenrättsdomare i Österbygdens vattendomstol 1918, justitieråd 1921 och var president i Kammarrätten 1929–1940. Högstedt var ledamot och sekreterare i vattenrätts- och dikningslagskommittén från 1906 och ordförande hos sakkunniga för överarbetning av vattenlagen 1915. Han utgav Vattenlagen av den 28 juni 1918 ... samt Lagen om flottning i allmän flottled av den 19 juni 1919 (1920, 2:a upplagan 1923).
Högstedt var son till kommissionslantmätaren Henrik Otto Högstedt och Jenny, född Lindquist. Han gifte sig 1908 med Elma, född Carlsson (1880–1951), dotter till fabrikören Anders Fredrik Carlsson och Sara, född Hallgren. Makarna var svärföräldrar till Set Svanholm. De vilar på Norra begravningsplatsen utanför Stockholm.